# Burscheid
Pour les articles ayant des titres homophones, voir Bourscheid.
Burscheid est une ville allemande de Rhénanie-du-Nord-Westphalie, dans l'arrondissement de Rhin-Berg, proche de la ville de Leverkusen. 18727 personnes y résident, dont beaucoup de travailleurs industriels et d'immigrants. 

## Histoire
Les premières traces d'une civilisation humaine constante datent du Xe siècle et furent trouvées lors de plusieurs recherches archéologiques récentes. 
La première tour de l'actuelle église protestante était déjà construite au onzième siècle. En 1175, le nom de l'endroit est mentionné dans un document pour la toute première fois. Plus tard, l'endroit a fait partie du duché de Berg et du cercle du Bas-Rhin-Westphalie. Après l'invasion napoléonienne, Burscheid devient une municipalité de l'arrondissement de Düsseldorf et du canton d'Opladen. Après 1815, Burscheid est intégrée aux territoires prussiens.
En 1856, Burscheid obtient le statut d'une ville du roi Frédéric-Guillaume IV de Prusse.

## Économie
Les deux employeurs les plus importants de la ville sont actuellement Federal-Mogul  et Johnson Controls. 

## Personnalités liées à la ville
- Carl Pulfrich, physicien et optométriste, né dans le quartier de Strässchen en 1858
- Günter Wallraff, journaliste et écrivain
- Carl Lauterbach, peintre
- Tri State Corner, groupe de métal folklorique avec des membres de la région
- MRSA (band), groupe de punk avec des membres venant de la région